# Koers (effecten)
Een koers is een prijs die op een beurs of markt tot stand komt en van dag tot dag of van moment tot moment kan variëren. 
Voor de volgende zaken kunnen koersen worden vastgesteld:
- Effecten, waartoe worden gerekend:
  - Aandelen
  - Obligaties
  - Opties
  - Termijncontracten
- Vreemde valuta (zie wisselkoers)
- Veel verhandelde metalen, ertsen en landbouwproducten (Engelse term: commodities).

De methode van de technische analyse onderzoekt de wetmatigheden in het verloop van koersen. 
- Koerswinst Als de prijs van effecten stijgt.

## Openingskoers
De openingskoers is de koers voor effecten enz. die wordt vastgesteld bij het openen van de betreffende beurs. Het tot stand komen van de openingskoers is in feite een veiling.